# آنستیس آفنتولیدس
آنستیس آفنتولیدس (انگلیسی: Anestis Afentoulidis; ۷ دسامبر ۱۹۴۱ – ۶ آوریل ۲۰۲۴) بازیکن فوتبال اهل یونان بود که در پست مهاجم بازی می‌کرد.